# Marcos Díaz Barrera
Marcos Yohan Díaz Barrera (Bucaramanga, 14 de abril de 1980) Es un político colombiano, miembro del partido Centro Democrático, con el que fue elegido miembro de la Cámara de Representantes de 2015 a 2018 y actualmente se desempeña como cónsul de Colombia en Paraguay desde 2020..

## Reseña biográfica
Marcos Díaz Barrera es hijo del exdirector de la Dian, Néstor Díaz Saavedra. Estudió en la Universidad Santo Tomás y comenzó su carrera en el sector privado antes de dar el salto a la política con el Centro Democrático, con el apoyo de su primo Iván Díaz Mateus. Se postuló para la Cámara de Representantes, pero perdió. Sin embargo, juramentó como congresista en 2015 después de que el Consejo de Estado anulara la elección de Johana Chaves. Tras finalizar su mandato en el Congreso, fue nombrado cónsul de Colombia en Paraguay por el presidente Iván Duque.

## Familia
Además de ser hijo de Néstor Díaz Saavedra, es hermano de Carlos Díaz Barrera, exdirector de Indersantander y secretario de Infraestructura de Santander y del exalcalde de Floridablanca Néstor Díaz Barrera y primo del excongresista Iván Díaz Mateus.
También está casado con Carolina Elías Nader, prima de Bernardo Elías.